# 松下サトミ
松下 サトミ（まつした さとみ、1972年4月28日 - ）は、神奈川県横浜市出身の歌手、ラジオパーソナリティ。

## 来歴
1989年にシングル「16-Sixteen-」でメジャー・デビュー。当時の所属事務所が渡辺美里と同じハートランドであり、名前も「里美」であったため、渡辺美里のフォロワーとして取り上げられることも多かった。2005年度、漢字の「里美」からカタカナの「サトミ」に改名。同年11月結婚。

## 概要
ニックネームサトミちゃん
血液型O型
趣味・特技スポーツ ☆おいしい料理の店探し

## ディスコグラフィ

### シングル
1. 16 -sixteen-（1989年01月25日 東芝EMI）- TBS「テレポートTBS6」「全国高校ラグビー選手権大会」テーマソング
2. Myself（1989年07月26日 東芝EMI） - TBS「筑紫哲也ニュース23」CM曲
3. いろんな涙（1989年11月01日 東芝EMI）
4. Real Heart（1990年05月09日 東芝EMI） - NHK「ふしぎの海のナディア」イメージソング
5. 太陽つれて（1990年07月25日 東芝EMI）
6. 微笑みがいつか（1991年06月28日 東芝EMI） - 映画「ふしぎの海のナディア」主題歌
7. ほんとは、ね…（1993年01月27日 東芝EMI） - TBS「快傑!ドクターランド」テーマソング作詞・作曲：槇原敬之（木下鉄丸名義）
8. 永遠に －翼をあげよう－（1994年08月25日 ポリスター）-「関西国際空港」イメージソング
9. 好きだから（1995年11月10日 ポリスター）- テレビ東京「TVチャンピオン」エンディングテーマ
10. 土曜日にしなさい（1998年05月21日 ポリスター）- テレビ東京「ギルガメッシュないと」エンディングテーマ
11. 愚図で馬鹿でお人好し（2000年07月12日 zetima）
12. 背中の氷河（2002年01月17日 zetima）
13. 私は旅人…（2004年01月28日 zetima）
14. いつもどおり（2012年11月）（2012/11/14神戸にて先行発売?）

### アルバム
1. Doki Doki（1989年03月22日 東芝EMI）
2. くもりのち晴れ（1989年12月08日 東芝EMI）
3. 月に願いを（1991年08月29日 東芝EMI）
4. Next door（2007年07月04日 SPACE SHOWER MUSIC）

### ビデオ
1. SATOMI'S BOX（1989年08月02日 東芝EMI）
2. SATOMI'S BOX2（1990年09月27日 東芝EMI）

### レコード/CD化されていない曲
1. 『夢』
2. 『Blue Age』
3. 『Every time』
4. 『土曜（いつも）の朝』（土曜バンバン!やってもいいかな?!最終回時に製作）
5. 『春はスタート・一年生』（NHK「みんなのうた」）

## 出演中番組
- 789解放区 音楽っていいな（かつしかFM 毎週木曜日（第4週）PM6:00
  - エリア外もかつしかFM・HPのライブカメラで試聴可・スマホ試聴可（Android 2.2.1以上）

## 過去の出演番組
- ギルガメッシュないと（テレビ東京系列）
- 「別冊ミュートマJAPAN」（tvk）
- 加藤紀子と松下里美の20/20（TBSラジオ）
- SUPER POP（TBSラジオ）
- 巌と里美の歌謡シンドローム（文化放送）
- 土曜バンバン!やってもいいかな?!（ラジオ関西）
- 松下里美のゴクラク深夜天国（ラジオ関西）
- 松下里美のバックステージパス（ラジオ関西）
- お風呂上がりは里美天国（ラジオ関西）
- 放課後のロックンロール（FM横浜）
- 松下里美のサンキュートーク（かつしかFM）
- 葛飾生まれの歌模様（かつしかFM 毎週木曜日・金曜日AM6:00~OA)

## 略歴
- 1988年08月31日/横浜ノースぴあにて、13,000人の観衆の前で初めてステージに立つ（プリンセス プリンセスのオープニングアクト）
- 1988年12月/1st.アルバムとミックスの為、渡米
- 1989年01月25日/1st.シングル「16-sixteen-」で、東芝EMIよりメジャー・デビュー。高校生活と音楽活動を両立（当時16歳）

- 1989年03月/1st.ライブハウスツアー「はじめのいっぽ」
- 1989年07月/2nd.ライブハウスツアー「POP SKIP JUMP」
- 1990年09月/3rd.ライブハウスツアー「太陽つれて」
- 1990年07月〜12月/原宿RUIDOにてマンスリーライブ『いろんな涙　晴れのひも曇りの日も」（毎月のテーマをもってLIVEとMCを構成　計6回）

1. 07/16「友達 GREEN」
2. 08/23「恋 ORANGE」
3. 09/28「歌 YELLOW」
4. 10/20「校 CREAM」
5. 11/24「18才 PINK」
6. 12/21「夢 BLUE」

- 1992年5月 アップフロントエージェンシーに移籍
- 2004年独立